# Eli Wallach

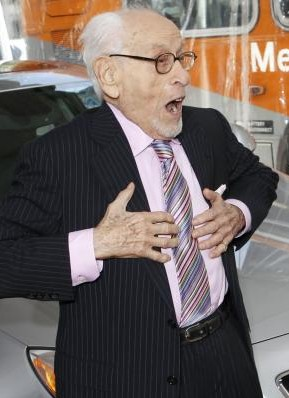
Eli Wallach (2010)

Eli Herschel Wallach ([ˈiːlaɪ ˈwɒlək], * 7. Dezember 1915 in New York City; † 24. Juni 2014 ebenda) war ein US-amerikanischer Schauspieler, der in zahlreichen Filmklassikern markante Charakterrollen spielte. Eine seiner bekanntesten Rollen war die des mexikanischen Banditen Tuco („der Hässliche“) im Italowestern Zwei glorreiche Halunken. Im Jahre 2010 erhielt er einen Ehrenoscar für sein Lebenswerk.

## Leben
Wallach wurde als Sohn der polnisch-jüdischen Einwanderer Bertha (geb. Schorr) und Abraham Wallach, die Eigentümer des Süßwarengeschäfts Bertha’s waren, im New Yorker Stadtteil Brooklyn geboren.
Wallach hatte seinen ersten Bühnenauftritt mit zwölf Jahren, als er bei einer Schulaufführung einen 65-jährigen Zyniker spielte. 1930, im Alter von fünfzehn Jahren, folgte sein erster öffentlicher Auftritt in einem Amateurfilm. Wallach besuchte die Universität von Austin in Texas, wo er 1936 einen Abschluss in Geschichte machte und auch das Reiten erlernte, was ihm in seiner späteren Karriere zugutekam. 1941 trat er in die United States Army ein, wo er während des Zweiten Weltkriegs dem Medical Administrative Corps angehörte und den Rang eines Captains erlangte. Nach Kriegsende verließ Wallach die Armee, widmete sich wieder der Schauspielerei und gab 1945 sein Broadway-Debüt am Belasco Theatre in Skydrift von Harry Kleiner.
Seit 1948 war er mit der Schauspielerin Anne Jackson verheiratet. Ihre Kinder Peter, Katherine und Roberta sind ebenfalls Schauspieler.
1956 stand er in Baby Doll – Begehre nicht des anderen Weib erstmals in einem Kinofilm vor der Kamera. In seiner ersten Filmrolle verkörperte er einen sizilianischen Verführer der minderjährigen Titelheldin, gespielt von Carroll Baker. Es folgten weitere Filme wie The Lineup, Lullaby und Sieben Diebe, bevor er 1960 in John Sturges’ Klassiker Die glorreichen Sieben einen mexikanischen Bandenführer spielte. Im Jahr darauf stand er neben Clark Gable, Marilyn Monroe und Montgomery Clift für Misfits – Nicht gesellschaftsfähig vor der Kamera. Seine berühmteste Rolle spielte er jedoch 1966 an der Seite von Clint Eastwood als mexikanischer Bandit Tuco in dem Italowestern Zwei glorreiche Halunken von Sergio Leone. 37 Jahre später kam es zu einer erneuten Zusammenarbeit zwischen den beiden Schauspielern, als Eastwood Wallach für einen Cameo-Auftritt in seinem Oscar-prämierten melodramatischen Thriller Mystic River gewinnen konnte.
Als Charakterschauspieler überzeugte Wallach auch in Theaterrollen. 1951 erhielt er einen Tony Award für seine Rolle als Alvaro Mangiacavallo in Daniel Manns Inszenierung von Die tätowierte Rose von Tennessee Williams. In den weiteren Hauptrollen waren seinerzeit Maureen Stapleton und Martin Balsam zu sehen. 1994 las Eli Wallach Stephen Kings Roman Schlaflos als Hörbuch auf 24 CDs.
Nach Nebenrollen in den Filmen Wall Street: Geld schläft nicht und Der Ghostwriter zog Eli Wallach sich 2010 aus dem Filmgeschäft zurück. Im November desselben Jahres wurde er mit einem Ehrenoscar für sein Lebenswerk ausgezeichnet. Damals war er mit seinen 95 Jahren der älteste Schauspieler, der je einen Oscar erhielt.
Eli Wallach starb am 24. Juni 2014 im Alter von 98 Jahren in Manhattan, New York, im Kreise seiner Familie.

## Filmografie (Auswahl)
- 1949–1955: The Philco Television Playhouse (Fernsehserie, 4 Folgen)
- 1956: Baby Doll – Begehre nicht des anderen Weib (Baby Doll)
- 1958: Der Henker ist unterwegs (The Lineup)
- 1960: Sieben Diebe (Seven Thieves)
- 1960: Die glorreichen Sieben (The Magnificent Seven)
- 1960, 1962: Gnadenlose Stadt (Naked City, Fernsehserie, 2 Folgen)
- 1961: Nicht gesellschaftsfähig (The Misfits)
- 1962: Hemingways Abenteuer eines jungen Mannes (Hemingway’s Adventures of a Young Man)
- 1962: Das war der Wilde Westen (How the West Was Won)
- 1963: Die Sieger (The Victors)
- 1964: Der Millionenschatz (The Moon-Spinners)
- 1964: Prinzgemahl im Weißen Haus (Kisses for My President)
- 1965: Lord Jim
- 1965: Dschingis Khan (Genghis Khan)
- 1966: Mohn ist auch eine Blume (The Poppy is Also a Flower)
- 1966: Wie klaut man eine Million? (How to Steal a Million)
- 1966: Zwei glorreiche Halunken (Il buono, il brutto, il cattivo)
- 1967: Batman (Fernsehserie, 2 Folgen)
- 1967: Der Tiger schlägt zurück (The Tiger Makes Out)
- 1968: Zärtlich schnappt die Falle zu (How to Save a Marriage and Ruin Your Life)
- 1968: Der schnellste Weg zum Jenseits (A Lovely Way to Die)
- 1968: Vier für ein Ave Maria (I quattro dell’Ave Maria)
- 1969: Das Superhirn (Le Cerveau)
- 1969: Mackenna’s Gold
- 1970: Rache aus dem Knast (Zig Zag)
- 1970: Die Gräfin und ihr Oberst (The Adventures of Gerard)
- 1970: Ein Engel namens Levin (The Angel Levine)
- 1970: Die netten Leute von nebenan (The People Next Door)
- 1971: Ein Kerl zum Pferdestehlen (Il romanzo di un ladro di cavalli)
- 1971: Zwei wilde Companeros (Viva la muerte... tua!)
- 1973: Der eiskalte Tod (A Cold Night’s Death, Fernsehfilm)
- 1973: Diamantenpuppe (L’ultima chance)
- 1973: Zapfenstreich (Cinderella Liberty)
- 1974: Indict and Convict (Fernsehfilm)
- 1974: Testament in Blei (Crazy Joe)
- 1975: Stetson – Drei Halunken erster Klasse (Il bianco, il giallo, il nero)
- 1975: Kojak – Einsatz in Manhattan (Kojak, Fernsehserie, Folge 3x01)
- 1976: Independence (Kurzfilm)
- 1976: Magnum 45 (Plot of Fear)
- 1977: Hexensabbat (The Sentinel)
- 1977: Seventh Avenue – Straße der Mode (Seventh Avenue, Miniserie, 3 Folgen)
- 1977: Eine beispiellose Affäre (Nasty Habits)
- 1977: Das Domino Komplott (The Domino Principle)
- 1977: Die Tiefe (The Deep)
- 1978: Das Geheimnis des blinden Meisters (Circle of Iron)
- 1978: Tony Marroni – Der Superbulle jagt den Paten (Squadra antimafia)
- 1979: Philadelphia Clan (Winter Kills)
- 1980: Jeder Kopf hat seinen Preis (The Hunter)
- 1981: Die unglaublichen Geschichten von Roald Dahl (Tales of the Unexpected, Fernsehserie, Folge 4x06)
- 1981: Kreuz der Gewalt (Skokie, Fernsehfilm)
- 1981: Kennwort: Salamander (The Salamander)
- 1981: Verfluchter Mist (The Pride of Jesse Hallam)
- 1984: Kampf gegen die Ausweglosigkeit (Anatomy of an Illness, Fernsehfilm)
- 1984: Sams Sohn (Sam’s Son)
- 1985: Christopher Columbus (Miniserie, 4 Folgen)
- 1985–1986: Verfeindet bis aufs Blut (Our Family Honor, Fernsehserie, 13 Folgen)
- 1986: Archie und Harry – Sie können’s nicht lassen (Tough Guys)
- 1986–1987: Ein Engel auf Erden (Highway to Heaven, Fernsehserie, 2 Folgen)
- 1987: Nuts… Durchgedreht (Nuts)
- 1988: Mord ist ihr Hobby (Murder, She Wrote, Fernsehserie, Folge 4x17)
- 1990: Die Spur führt zurück – The Two Jakes (The Two Jakes)
- 1990: Der Pate III (The Godfather Part III)
- 1990: Eine Frau von Ehre (Vendetta: Secrets of a Mafia Bride, Miniserie, 6 Folgen)
- 1991: L.A. Law – Staranwälte, Tricks, Prozesse (L.A. Law, Fernsehserie, Folge 5x20)
- 1992: No Surrender – Schrei nach Gerechtigkeit (Article 99)
- 1992: Mistress – Die Geliebten von Hollywood (Mistress)
- 1992: Law & Order (Fernsehserie, Folge 2x22 Tod am Schreibtisch)
- 1992: Night and the City
- 1992, 2002: American Experience (Fernsehserie, 2 Folgen)
- 1994: Honey Sweet Love
- 1995: Two Much – Eine Blondine zuviel (Two Much)
- 1996: Wer ist Mr. Cutty? (The Associate)
- 1998: Naked City – Justice with a Bullet (Fernsehfilm)
- 2000: Glauben ist alles! (Keeping the Faith)
- 2002: Der Job (The Job, Fernsehserie, Folge 2x09)
- 2003: Emergency Room – Die Notaufnahme (ER, Fernsehserie, Folge 9x15)
- 2003: Mystic River
- 2005: The Moon and the Son: An Imagined Conversation (Kurzfilm, Stimme)
- 2006: The Hoax
- 2006: Liebe braucht keine Ferien (The Holiday)
- 2007: Mama’s Boy
- 2008: New York, I Love You
- 2009: Nurse Jackie (Fernsehserie, Folge 1x03)
- 2010: Der Ghostwriter (The Ghost Writer)
- 2010: Wall Street: Geld schläft nicht (Wall Street: Money Never Sleeps)
- 2015: The Train (Kurzfilm)

## Auszeichnungen

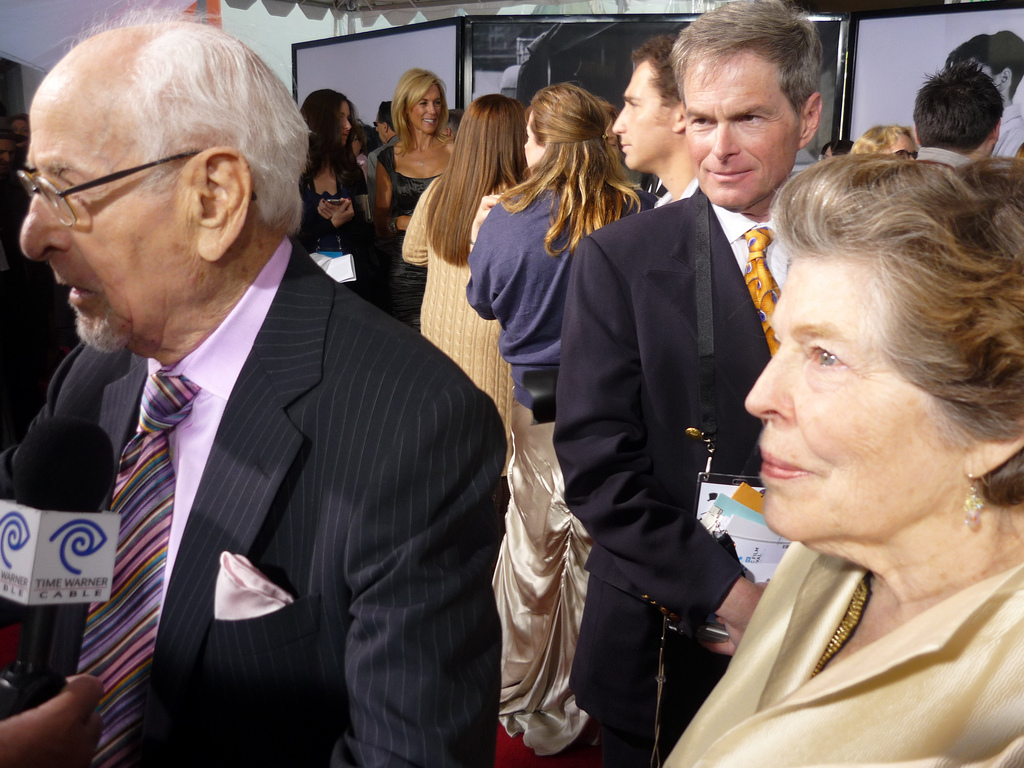
Eli Wallach (links) mit seiner Ehefrau Anne Jackson (2010)

- 1951: Theatre World Award für The Rose Tattoo
- 1951: Tony Award für The Rose Tattoo
- 1957: British Film Academy Award für Baby Doll – Begehre nicht des anderen Weib
- 1957: Golden-Globe-Nominierung für Baby Doll – Begehre nicht des anderen Weib
- 1967: Emmy für Mohn ist auch eine Blume
- 1968: Emmy-Nominierung für CBS Playhouse
- 1987: Emmy-Nominierung für Herzklopfen
- 1993: Drama-Desk-Award-Nominierung für The Price
- 1998: Drama-Desk-Award-Nominierung für Visiting Mr. Green
- 2001: Golden Boot Award
- 2007: Emmy-Nominierung für Studio 60 on the Sunset Strip
- 2010: Ehrenoscar
- 2010: Emmy-Nominierung für Nurse Jackie